# Alekszandr Ivanovics Herzen
Alekszandr Ivanovics Herzen (oroszul: Алекса́ндр Ива́нович Ге́рцен; Moszkva, 1812. április 6. – Párizs, 1870. január 21.) az orosz forradalmi demokraták első nemzedékének tagja, materialista gondolkodó, és az orosz szocializmusnak, a narodnyikságnak a megteremtője volt. A narodnyikok szerint Oroszország átugorhatja a kapitalizmust, az ősközösségből a modern szocializmusba juthat. Az 1870-es évek elején hatásukra elterjedt a népközé járás. A mozgalmat a raznocsinyec (vegyes származású) értelmiség hordozta. Herzen Csernisevszkijjel és Ogarjovval megalapítja a Föld és szabadság nevű titkos forradalmi szervezetet, mely a hetvenes évek közepére radikalizálódott, majd kettészakadva részint terroristává lett (Népakarat) és az 1881-es cárgyilkosság után felbomlott, részint liberálissá vált (Fekete újrafelosztás). Utóbbi irányzat örökösei lettek az eszerek (szociálrevolucionyerek, radikális parasztpártiak) az 1917-es forradalomban.

## Élete
Herzen apja arisztokrata, anyja egyszerű sorsú német lány volt. Törvénytelen gyerek volt, családnevét apja ragasztotta rá hallván, ahogy a mama németül szólongatta: Mein Herz.
Herzen elítélte a hatalom minden formáját. Ifjan a dekabristákért rajongott és Schiller szabadságszeretete ejtette rabul. Legközelebbi barátja Ogarjov volt, akivel megesküdött, hogy a dekabrista szabadságharc folytatásának szentelik életüket. A moszkvai egyetemen tanult, ahol Schelling természetfilozófiai panteizmusát ötvözte Saint-Simon utópizmusával. Úgy vélte, hogy a világszellem szükségszerűen halad a szabadság és az igazság felé. E tőről fakadó politizálása miatt letartóztatták és hat évre száműzték a Vjatka-vlagyimiri kormányzóságba. Itt az államigazgatásban dolgozott, de a rendőrségre tett megjegyzése miatt újabb két évre száműzetésbe kényszerült Novgorodba. Megházasodván boldognak indult magánélete, 1838-ban ugyanis megszöktette unokahúgát. A száműzetése alatt megismert igazságtalan államigazgatás radikalizálta, s Hegel valamint Feuerbach hatására baloldali ifjúhegeliánussá vált. A dialektikát a forradalom algebrájának tekintette, a fejlődés az összeütköző eszmék szintéziséből adódik szerinte. A tudományos igazság a cselekvés filozófiájában (igazságért folytatott harcban) teljesedhet ki. Úgy látta, hogy nemzedékének csak ez adatott meg, mert I. Miklós uralma kizárta a cselekvés lehetőségét. Nemzedékének tehát az egyetlen választható megoldás a metafizikai politikai szemlélődés, vagyis az elvont gondolat síkja. 1842-ben visszament Moszkvába és csatlakozott a zapadnyikokhoz.
A fejlődést az orosz reformerek két irányban képzelték akkoriban: a zapadnyikok (nyugatosok) Európa felé, a szabadságjogok és a racionalizmus irányába. Velük szemben a szlavofilek az ortodox egyházban és az obscsinában (paraszti földközösség) hittek. Kettejük harcában a baloldali hegelianizmust népszerűsítette Herzen. Ekkoriban írta meg a Leveleket a természet tanulmányozásáról (1847) és a Ki a bűnös? c. naturalista társadalomkritikai regényét. 1847-ben politikai emigrációba ment Párizsba, ahol elfogadta a proudhonizmust, és az anarchista nézet szembe fordította a reformista liberális nyugatosokkal. Ekkor örökölte meg apja nagy vagyonát és végleg csalódott Franciaországban. A társadalmi forradalom gyors győzelmét remélte az emigráció, de 1848 kiábrándította őket. Herzen szerint a retorika nyugati bajnokai túlságosan kötődnek a múlt értékeihez, ezért nem képesek lerombolni a fennálló rendet. Európa szerinte már nem progresszív, a nyugati intézmények halottak. A történelemben nincs racionalista elkerülhetetlenség. A véletlen és az emberi akarat együtt határozza meg a társadalom sorsát. (Levelek Franciaországból) Magánéleti gondok is társultak a világnézetiekhez: felesége megcsalta Herwegh radikális német költővel. Felesége halála 1852-ben mégis megviselte.
A népek tavaszának veresége után lélekben visszatért Oroszhonba. Úgy vélte, a múlt gazdagságának béklyóiban Európa képtelen megvalósítani a szocializmus eszméit; az ifjú Oroszország azonban, melynek múltjában nem volt megőrzésre érdemes, egy radikálisan új megoldást kínált Herzennek. A megoldás forrása a falusi földközösség. Ez lehet a jövő szocialista társadalmának alapja. Ezt fejtette ki Mazzininek is. 1852-ben Londonba költözött, és a következő évben lengyel emigránsokkal megalakította a cenzúramentes szabad orosz nyomdát. 1855-ben a trónra lépő II. Sándor cár bejelentette jobbágyfelszabadítási szándékát, és ezzel elindult otthon az olvadás. Erre alapozva Ogarjovval több kiadványt alapított, melyeket becsempésztek Oroszországba. (Sarkcsillag 1855-től, Oroszország hangja 1856, Kolokol/Harang 1857-től, mely végül hetilap lett.) Ezekben meg akarta győzni a kormányt és a közvéleményt, hogy a felszabadított jobbágyokat bőven lássák el földdel, a társadalmat pedig liberalizálják. Tompította politikáját. Kevesebbet emlegette a szocialista forradalmat, többet foglalkozott a sándori reformokkal. 1856-ban Julianus Aposztata szavaival köszöntötte a cárt: „Győztél galileai!". A Kolokol ekkorra már az orosz közélet meghatározó tényezője lett, de mivel óvatosan lavírozott a reform és a forradalom között, támogatottsága csökkent. 1858-tól a mérsékelt liberális Turgenyev vakmerőségéért bírálta Herzent, aki 1859-től vitában állt a radikális Csernisevszkijjel is, a reformok sikerét féltve. Herzen a kormányban is csalódott: az 1861-es jobbágyfelszabadításban a parasztság elárulását látta.
Ezzel Herzen újra balra tolódott, felszólítja a diákokat a nép közé járásra, hogy terjesszék a szocializmust. A Kolokol Bakunyin ösztönzésére kiállt a lengyel felkelés (1863) mellett. Emiatt elvesztette a reformerek támogatását, és a forradalmi demokraták közt sem nyerte vissza hitelét. 1865-ben Genfbe utazott, közel került a fiatal emigrációhoz. A Kolokol 1867-ben megszűnt. Sorozatos politikai kudarcok közt Herzen egyre többet foglalkozott emlékirataival. Irodalmi értékű életrajza (Biloje i dumi, 1861-67) a legnevezetesebb könyve, az orosz radikalizmus emlékműve. E laza elbeszélésfolyam az orosz próza egyik legnagyobb, a klasszikus orosz regényekhez mérhető értéke. Utolsó írásában bírálta Bakunyint, régi szövetségesét. „Nem kell-e túl nagy árat fizetni a forradalomért?” De a liberális reformerekkel sem értett egyet teljesen. Érdeklődése az 1864-ben alapított Karl Marx vezette I. Internacionálé felé fordult. Ingadozott a szocializmus és a liberalizmus közt. Mindkét irányzat Herzen örökösének vallotta magát.

## Magyarul
- Válogatott filozófiai tanulmányok; ford. Bólyai Bettelheim Ernő; Szikra, Bp., 1949 (Tudomány és haladás)
- Ki a bűnös?; ford. Szöllősy Klára; Új Magyar Könyvkiadó, Bp., 1951
- Emlékezések és elmélkedések. Szemelvények; vál., ford. Honti Rezső, bev. Vlagyimir Putyincov; Művelt Nép, Bp., 1953 (Forradalmárok)
- Levelek a természet tanulmányozásáról; ford. Bólyai Bettelheim Ernő, szerk., jegyz. Simon Róbert; Magyar Helikon–Európa, Bp., 1970
- Emlékek és elmélkedések. Szemelvények; vál. Zöldhelyi Zsuzsa, ford. Kovács Péter, jegyz., utószó Kun Miklós; Európa, Bp., 1988 (Emlékezések)